# دول کبود خوشادول
دول کبود خوشادول، روستایی از توابع بخش مرکزی شهرستان ملکشاهی در استان ایلام ایران است.

## جمعیت
این روستا در دهستان شوهان قرار دارد و براساس سرشماری مرکز آمار ایران در سال ۱۳۸۵، جمعیت آن ۱۲۸ نفر (۲۷خانوار) بوده‌است.